# 센다 프로이비다
《센다 프로이비다》(스페인어: Senda prohibida)은 1958년 방영된 멕시코의 텔레노벨라이다.